# Alpenmarathon
Der Alpenmarathon (offizieller Name AlpenMarathon – Marathon des Alpages) ist ein Marathon zwischen Anzère und Leukerbad, der seit 2005 im August stattfindet. Im Programm ist auch ein Halbmarathon, der den im ersten Jahr abgehaltenen 24-km-Lauf ablöst.
Die bergmarathonartige Strecke führt zunächst von Anzère nach Norden zum Lac de Tseuzier und von dort nach Crans-Montana, wo der Halbmarathon startet. Von dort geht es hinauf zur Varneralp und auf der Westseite des Dalatals oberhalb von Inden nach Leukerbad. Beim Marathon sind 1500 Höhenmeter bergauf und 1650 Höhenmeter bergab zu bewältigen, beim Halbmarathon 900 bergauf und 1025 bergab.

## Statistik

### Streckenrekorde
- Männer: 3:07:18, Jean-Yves Rey, 2005
- Frauen: 3:52:48, Iva Milesová (CZE), 2007

### Schnellste Läufer 2007
Marathon
- Männer: Jean-Yves Rey, 3:20:10,63
- Frauen: Iva Milesová (CZE), 3:52:47,02

Halbmarathon
- Männer: Emmanuel Vaudan, 1:50:02.77
- Frauen: Sylvia Kaufmann, 2:24:35,85

### Finisher 2007
- Marathon: 150 (125 Männer und 25 Frauen), 9 weniger als im Vorjahr
- Halbmarathon: 223 (158 Männer und 65 Frauen), 44 mehr als im Vorjahr

### Siegerliste
| Datum           | Männer            | Zeit (Std.) | Frauen              | Zeit (Std.) |
| --------------- | ----------------- | ----------- | ------------------- | ----------- |
| 30. August 2008 | Tim Short (GBR)   | 3:10:14     | Colette Borcard -3- | 4:01:09     |
| 26. August 2007 | Jean-Yves Rey -3- | 3:20:10,63  | Iva Milesová (CZE)  | 3:52:47,02  |
| 27. August 2006 | Jean-Yves Rey -2- | 3:16:31,31  | Colette Borcard -2- | 4:03:41,25  |
| 28. August 2005 | Jean-Yves Rey     | 3:07:17,13  | Colette Borcard     | 3:57:43,44  |

### Entwicklung der Finisherzahlen
| Jahr | Marathon | Nebenbewerb |
| ---- | -------- | ----------- |
| 2007 | 150      | 223         |
| 2006 | 159      | 179         |
| 2005 | 247      | 122         |